# Философия чуда
«Философия чуда» — дебютный студийный альбом российского певца Витаса, выпущенный в 2001 году. Сингл из альбома «Опера #2» получил российскую премию производителей фонограмм «Рекорд», как самый продаваемый сингл в 2001, 2002, 2003 годах.

## История
Релиз альбома состоялся 10 мая 2001 года.
Альбом получил широкую популярность в середине 2015 года после того, как «7 Элемент» (часто называется «Chum Drum Bedrum») и «Опера #2» приобрели популярность годами ранее. Сообщается, что только в Китае было продано не менее 3,5 миллионов копий альбома. Все песни написаны Витасом в одиночку или в соавторстве, за исключением «Прелюдии» Дмитрия Плачковского.
Альбом был записан с участием многих музыкантов, в том числе Венского симфонического оркестра. Журнал «Неон» охарактеризовал альбом как «свежий, оригинальный, новый и поэтому интересный».
Несколько песен из этого альбома вошли в концертные программы Витаса «Опера №…» и «Философия чуда или Улыбнись!», премьера последней принесла ему рекорд как самого молодого артиста, выступившего с сольным концертом в Государственном Кремлёвском дворце; позже был выпущен DVD этого концерта. Одна из песен альбома, «Опера #2», была выпущена как сингл и стала чрезвычайно популярной, получив приз за самый продаваемый сингл «Русской записи» за три года подряд, награду «Золотой граммофон» и приз «People’s Hit». Согласно оценке «Gemini Sun records», «Опера #2» была загружена более 20 миллионов раз, а «7 Элемент» — более 15 миллионов раз. Музыкальный видеоклип на «Опера #2» и телевизионный спектакль «Седьмой элемент» часто пересылались через Интернет, что в значительной степени обеспечило Витасу всемирное признание.
12-й трек в альбоме — это ранняя запись песни «Опера #1», пришедшая со студийных сессий в начале карьеры Витаса в его родном городе Одессе. Клип на этот трек был снят в период с 1998 по 1999 год с участием 19-летнего длинноволосого Витаса на пляже и в ночном клубе. Видео было слито фанатами в мае 2021 года.

## Список композиций
Автором всей музыки, кроме трека 4, является Витас. Музыка к 4-му треку написана Дмитрием Плачковским.
| Номер трека | Русское название                               | Английское название                           | Автор текста              | Продолжительность |
| ----------- | ---------------------------------------------- | --------------------------------------------- | ------------------------- | ----------------- |
| 01          | Мечты                                          | Dreams                                        | Витас                     | 6:11              |
| 02          | 7 элемент                                      | The 7th Element                               | Витас                     | 4:09              |
| 03          | Опера #2                                       | Opera #2                                      | Владимир Боровский Витас  | 3:14              |
| 04          | Прелюдия                                       | Prelude                                       | Витас Дмитрий Плачковский | 5:28              |
| 05          | Карлсон                                        | Karlsson                                      | Дмитрий Плачковский       | 4:06              |
| 06          | Опера #1 (Asian version)                       | Opera #1 (Asian version)                      | Владимир Боровский Витас  | 3:52              |
| 07          | День рождения моей смерти                      | The Birthday Of My Death                      | Дмитрий Плачковский       | 5:11              |
| 08          | Душа                                           | Soul                                          | Владимир Боровский Витас  | 5:24              |
| 09          | Тело                                           | Body                                          | Витас                     | 4:06              |
| 10          | Старый граммофон                               | An Old Gramophone                             | Витас                     | 2:46              |
| 11          | Цирк                                           | Circus                                        | Дмитрий Плачковский       | 5:38              |
| 12          | Опера #1 (euro version)                        | Opera # 1 (euro version)                      | Владимир Боровский Витас  | 3:22              |
| 13          | День рождения моей смерти (that black ragamix) | The Birthday of My Death (that black ragamix) | Дмитрий Плачковский       | 4:25              |